# Домна (приток Снова)
Домна или без названия (Кучиновка) (укр. Домна) — левый приток Снова, протекающий по Сновскому району (Черниговская область, Украина). На топографической карте лист M-36-004 без названия.

## География
Длина — 16 или 18 км. Площадь бассейна — 103 км². Русло реки (отметки уреза воды) в нижнем течении (устье, восточнее села Смяч) находится на высоте 111,9 м над уровнем моря, в среднем течении (восточнее села Лососева Слобода) — 116,8 м.
Русло слабо-извилистое и в природном состоянии сохранено в верховье и приустьевой части реки. Русло выпрямлено в канал (канализировано) шириной 10-12 м и глубиной 1,6-2,0 м. Создана сеть каналов с двумя магистральными каналами. Дополнительный каналы шириной 8 м и глубиной 1,5-1,7 м, также есть и более мелкие. В приустьевой части реки долина, которая сливается с долиной Снова, с множеством стариц и лугово-болотными и лесными участками. Крупных притоков нет.
Берёт начало западнее села Куропиевка (Сновский район). Река течёт на запад. Впадает в Снов восточнее села Смяч и западнее Новые Млины.
Населённые пункты на реке (от истока к устью):
Сновский район
1. Кучиновка
2. Лосева Слобода